# Vaggeryds kommun
Vaggeryds kommun er en kommune i Jönköpings län i Sverige.
Kommunen indgår i den såkaldte GGVV-region, bedre kendt som Gnosjöregionen, som har et større antal småindustrier og virksomheder og en lav arbejdsløshed.

## Historie
Municipalfællesskabet Vaggeryd blev dannet i 1911 i Byarums kommun, og i 1920 blev Skillingaryds municipalfællesskab dannet i Tofteryds kommun.
Ved kommunalreformen i 1952 blev municipalfællesskaberne opløst i forbindelse med dannelsen af Vaggeryds köping (af kommunerne Bondstorp og Byarum), Skillingaryds köping (af en del af Tofteryd), Klevshults landkommune (af Fryele, Hagshult, Åker og resten af Tofteryd), Vrigstads landkommune (af Hylletofta, Nydala, Svenarum og Vrigstad)
I 1971 dannedes Vaggeryds kommun ved sammenlægning af de to köpinger og dele af de to landkommuner.

## Byområder
Der er fire byområder i Vaggeryds kommun.
I tabellen vises byområderne i størrelsesorden pr. 31. december 2005. Hovedbyerne er markeret med fed skrift.
| # | Byområde     | Befolkning |
| - | ------------ | ---------- |
| 1 | Vaggeryd     | 4.688      |
| 2 | Skillingaryd | 3.808      |
| 3 | Hok          | 643        |
| 4 | Klevshult    | 271        |

57°30′00″N 14°07′00″Ø / 57.5°N 14.1167°Ø